# Rinkeby (wijk)
Rinkeby is een wijk in het stadsdeel Rinkeby-Kista van hoofdstad Stockholm. Op 31 december 2007 woonden er 15.051 mensen. De wijk staat bekend om de grote groep buitenlanders die er woont. In 1975 werd in deze wijk een metrostation geopend. Tot 1 januari 2007 maakte het deel uit van het gelijknamige stadsdeel, maar toen werd dit stadsdeel samengevoegd met Kista tot Rinkeby-Kista. De buurt werd gebouwd in het kader van het Miljoenenprogramma. In 2010 en 2012 was de wijk in het nieuws wegens rellen.

## Partnersteden
- Gizeh in Egypte